# Ruojärvi (sjö i Ruovesi, Birkaland)
Ruojärvi är en sjö i kommunen Ruovesi i landskapet Birkaland i Finland. Arean är 40 hektar och strandlinjen är 5,5 kilometer lång. Sjön  ingår i Kumo älvs huvudavrinningsområde.   Den ligger omkring 59 kilometer norr om Tammerfors och omkring 210 kilometer norr om Helsingfors. 